# Comuna de París en España

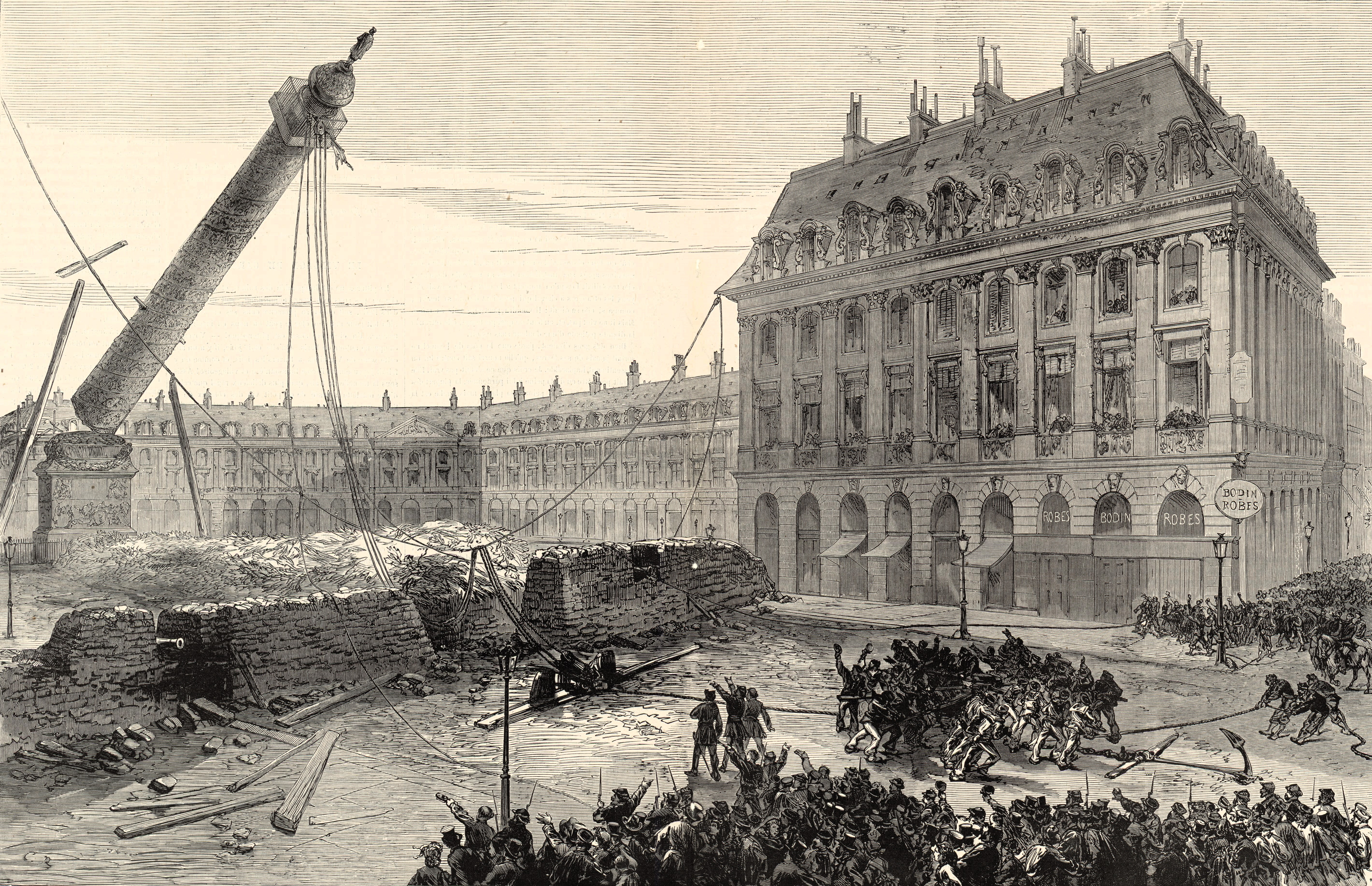
Derribo de la Columna Vendôme, erigida en honor de Napoleón, durante la Comuna de París. Un hecho que fue destacado por la prensa española como una prueba del antipatriotismo de los communards.

La Comuna de París tuvo en España, como en el resto de Europa, un enorme impacto. El gobierno de la monarquía de Amadeo I y las clases dirigentes consideraron la Comuna de París (marzo-mayo de 1871) como una catástrofe de la que hacían responsable a la Internacional, que en España se había implantado el año anterior con la fundación de la Federación Regional Española de la AIT en el Congreso Obrero de Barcelona de 1870, por lo que empezaron a tomar medidas contra ella. El movimiento obrero en cambio convirtió la Comuna en un mito revolucionario y le sirvió de argumento para romper definitivamente con el republicanismo federal.

## La información que se dio en España de la Comuna de París

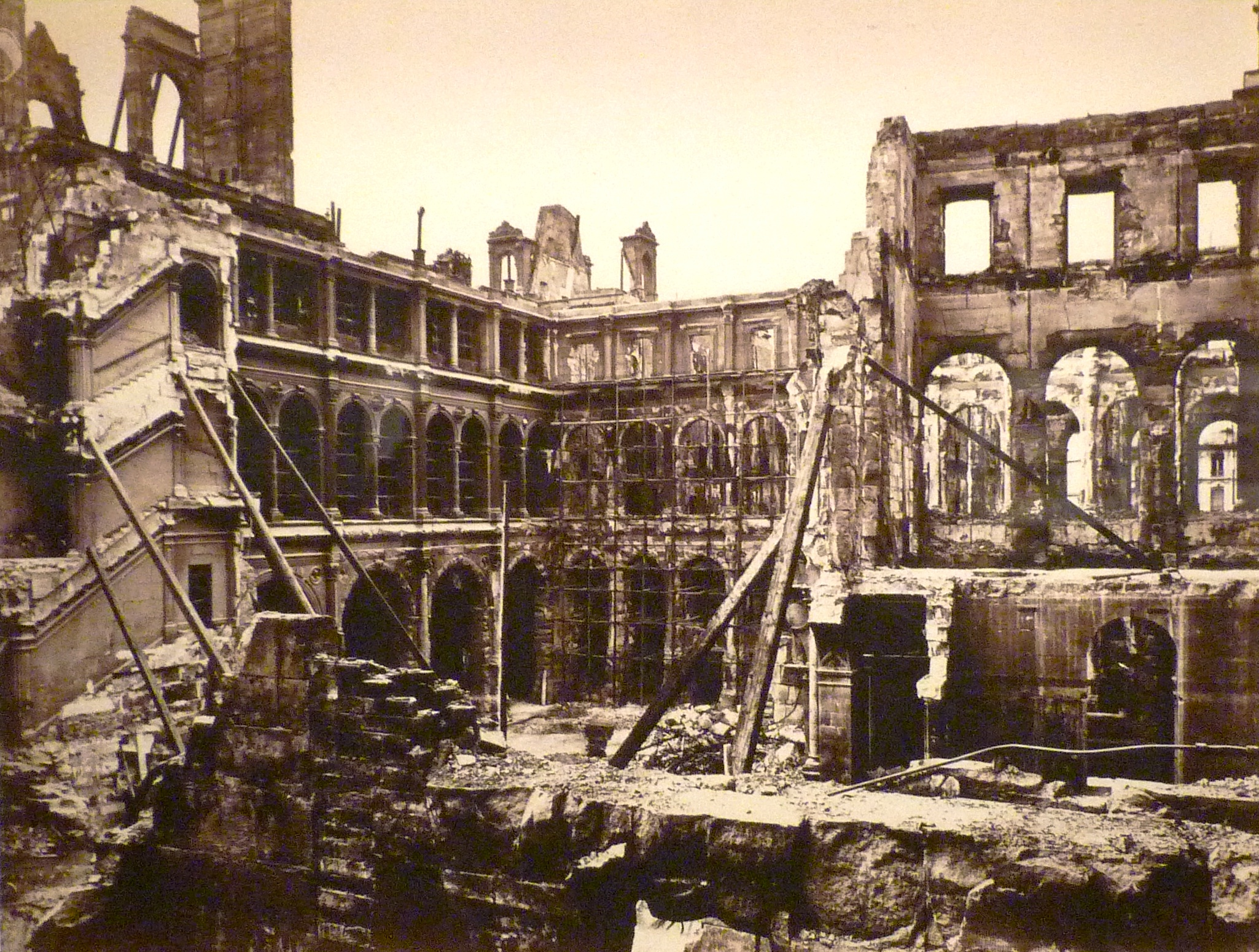
Patio interior del ayuntamiento de París tras el incendio.

Los periódicos españoles informaron profusamente de lo que estaba sucediendo en París coincidiendo la mayoría en condenar la actuación de los communards, aunque existieron matices entre ellos. La prensa tradicionalista católica presentó los hechos como un suceso apocalíptico e hizo hincapié en que se trataba de una «revolución». La liberal habló de los «horrores que lamenta la nación vecina» y aprovechó para atacar la «demagogia» del republicanismo federal. Así se fue elaborando un relato de lo ocurrido en el que los diarios destacaron la orgía y la destrucción a la que se lanzaron los communards, caracterizados como antipatriotas, irreligiosos y «socialistas». El liberal La Iberia publicó nada más iniciarse la sublevación en París: «La capital, presa de la furia del socialismo rojo, debe estar siendo teatro de escenas vandálicas de pillaje y de sangre». El tradicionalista Altar y Trono decía: «El odio a la religión del cielo ha llegado a un punto verdaderamente inconcebible. Se destruyen todos los crucifijos e imágenes de la Virgen». Cuando la Comuna ya había sido aplastada La Iberia publicó el 30 de mayo un artículo en el que justificó los fusilamientos masivos porque «las nociones de lo bueno y de lo justo no están implantadas, como generalmente se cree, en todos los corazones humanos», y que empezaba así:

El día del castigo ha llegado al fin, y los brutales y cobardes asesinos que durante muchas semanas han estado prostituyendo la libertad, violando los preciosos derechos de la vida y de la propiedad y escandalizando al mundo con sus asesinatos, sus robos, sus sacrilegios, su tiranía de bandido… van, gracias a Dios, a sufrir todo el rigor de la ley.

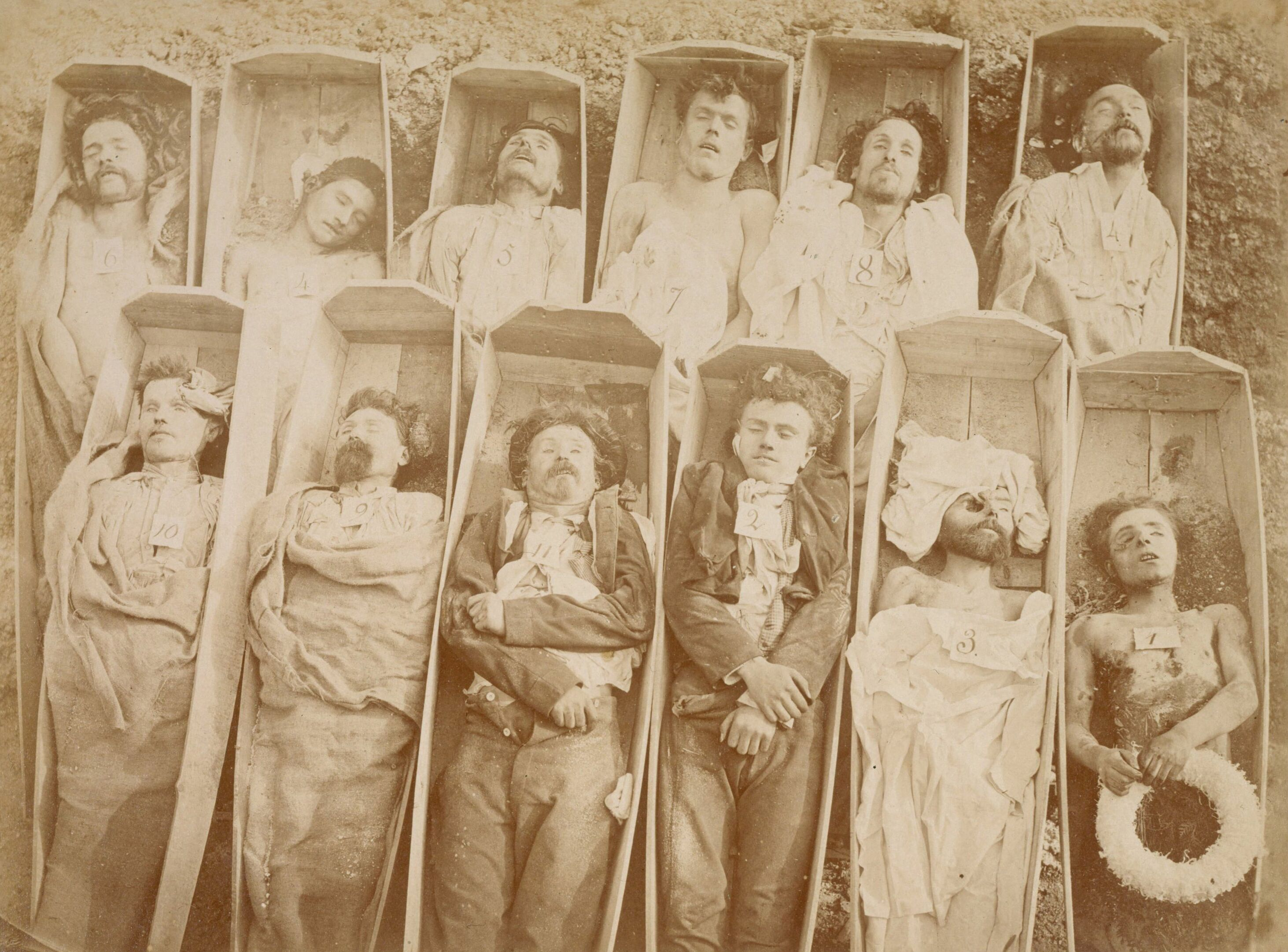
Miembros de la Comuna ejecutados.

En cuanto al análisis de lo sucedido se recurrió, según José Álvarez Junco, a explicaciones psicológicas, providenciales y conspiratorias. La psicológica consistió en explicar la Comuna como una explosión de los más bajos instintos, señalando especialmente a los jóvenes —dominados por «el fuego devorador de las pasiones»— y a las mujeres —«se las veía cual otras furias, con el cabello suelto, arrojar aceite hirviendo, muebles y piedras a los soldados, y cuando se veían perdidas se echaban sobre las bayonetas, procurando combatir todavía»—. La apocalíptica identificaba la Comuna con el Mal y la explicaba en términos bíblicos: París, «la Babilonia moderna», desaparece «por sus crímenes, sufriendo la suerte de Nínive, Sodoma y Gomorra»; «la sociedad moderna, cuyo emporio era París, ha pecado por el entronizamiento de la razón humana sobre la autoridad divina». La tercera explicación, la conspiratoria, presentó la Comuna como el resultado de la actuación de grupos secretos fundamentalmente «extranjeros» que acabaron identificando con la Internacional, a pesar de que los internacionalistas fueron un grupo más de los que participaron en el movimiento.
La prensa republicana federal fue la que intentó proporcionar una información más matizada poniendo en duda las noticias que llegaban de París y procurando distinguir entre los principios políticos del movimiento communard y los posibles excesos cometidos por elementos incontrolados y que en todo caso eran atribuibles a la tiranía en que habían vivido hasta entonces.

## La reacción de las clases dirigentes y del gobierno del general Serrano

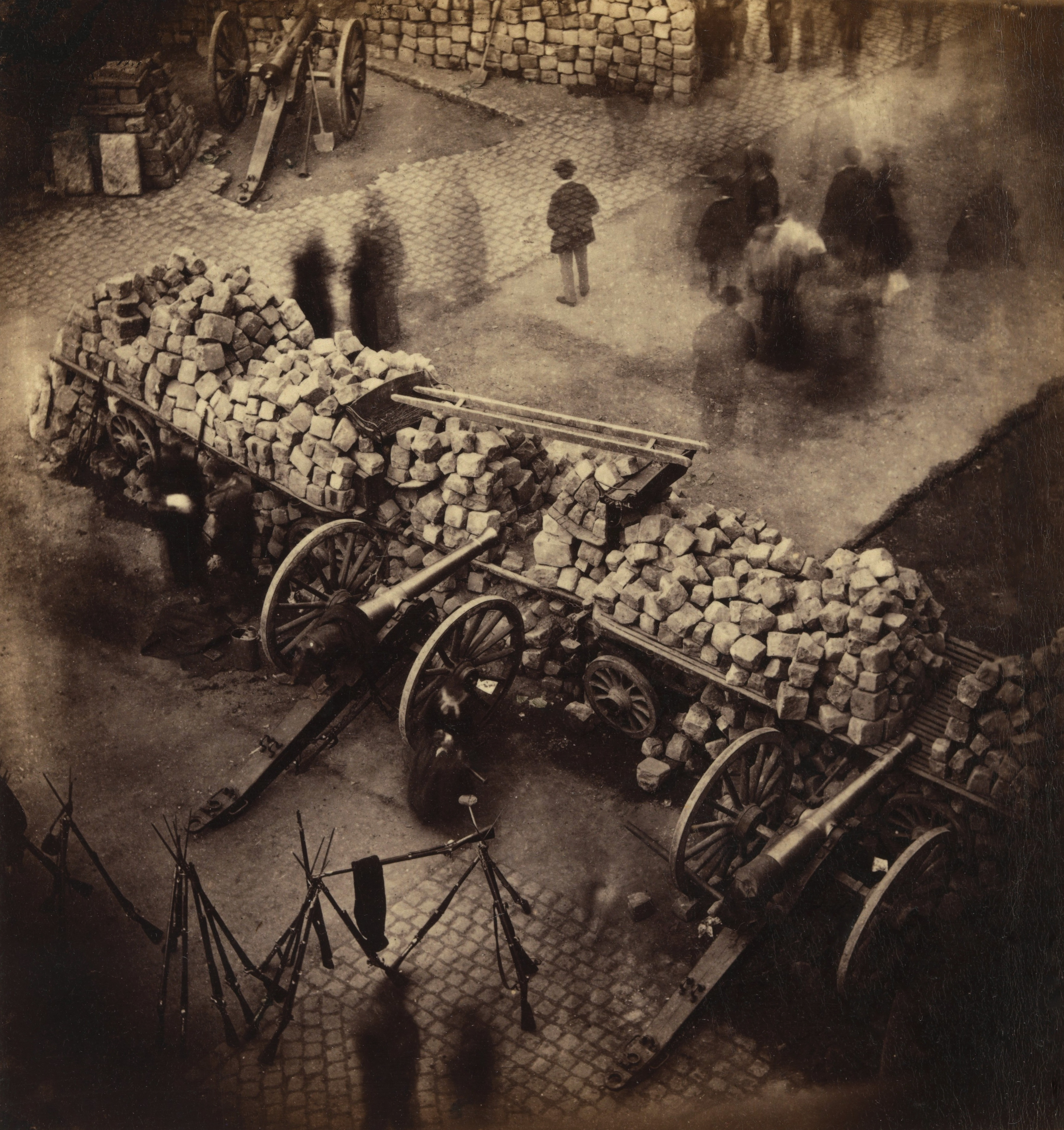
Barricada de la Rue Rivoli, cerca del Ayuntamiento.

Según José Álvarez Junco, los acontecimientos de París supusieron para la burguesía española «el descubrimiento repentino de un enemigo nuevo, misterioso y amenazador. No es que antes ignorasen los antagonismos de clase, bien explícitos, sino que ahora la clase sometida aparecía organizada —con la Internacional— y actuando. Coincide plenamente con esta valoración Manuel Tuñón de Lara que afirma que la Commune de París provocó una «psicosis de terror no sólo en los medios conservadores y de derechas, sino también en la mayoría de los medios burgueses».
El 31 de marzo, sólo dos semanas después de iniciada la Comuna, el conservador Diario de Barcelona ya publicaba la siguiente información: «Es indudable que han llegado a España agentes de la Internacional con objeto de que estalle el incendio de la sedición en las capitales mejor dispuestas para ello». Y añadía a continuación: «Algunos periódicos [de Madrid] llaman, con justicia, la atención del gobierno acerca de los trabajos de la Internacional en Madrid, Barcelona y Valencia, donde se quiere que la clase obrera influya en sentido comunista y prepare no una revolución política sino una revolución social de los que carecen de fortuna contra los que la tienen». El 2 de mayo un grupo de «porristas» irrumpía en el banquete de solidaridad franco-española organizado por la sección de la Internacional de Madrid —en el que los asistentes «arrastrados por ese cosmopolitismo insensato que tiene ahora como principal órgano la Internacional» combatieron «toda idea de patriotismo», según los periódicos conservadores de la época— causando una veintena de heridos, sin que los agentes de la autoridad intervinieran, lo que motivó la presentación de una interpelación al gobierno del general Serrano por parte de dos diputados del Partido Republicano Federal.
Una de las primeras reacciones de las autoridades fue la prohibición de huelgas y reuniones decretada por el gobernador civil de Barcelona, que estuvo acompañada del asalto al local de «Las Tres Clases del Vapor» y la detención de su presidente Bové el 29 de abril. Esta actuación del gobernador civil de Barcelona motivó que el 22 de mayo varios diputados republicanos federales catalanes —Baldomero Lostau, Estanislao Figueras y Eusebi Pascual i Casas— presentaran una protesta en las Cortes, lo que suscitó un vivo debate sobre la Internacional, ya que coincidió con la derrota de la Comuna. Les respondió el ministro de la Gobernación Práxedes Mateo Sagasta que dijo que los internacionalistas eran perturbadores extranjeros: «más de trescientos enviados extranjeros de la Asociación Internacional de Trabajadores (AIT) cuya misión es perturbar el orden y hacer proselitismo» —en realidad se trataba de refugiados communards que huían de la represión—. Añadió que el trabajo de estos «perturbadores» consistía en «suscitar en las masas obreras elementos de desorden, promover huelgas, seducir y corromper con dádivas a aquellos obreros menos expertos o más dados o más dispuestos a la holganza». Su intervención terminó con unas palabras enigmáticas: «Basta por hoy de la Internacional; necesito guardar ciertas cosas que sé, para saber muchas más». La proposición fue rechazada por 152 votos en contra y 74 a favor.
Seis días después, 28 de mayo de 1871, Sagasta enviaba una circular a los gobernadores civiles en la que les otorgaba amplios poderes para actuar contra la Internacional. El 3 de junio anunció en el Congreso de los Diputados que no toleraría la propaganda subversiva. Pocos días después, fue suspendida la publicación del periódico internacionalista La Federación —por haber publicado el Manifiesto de algunos partidarios de la «Commune» a los poderosos de la tierra—  y su administrador Gaspar Sentiñón fue detenido y conducido al castillo de Montjuic junto con Bové —saldrían en septiembre gracias a una amnistía—. También fue suspendido el periódico madrileño La Solidaridad, y en su lugar comenzó a publicarse el 19 de junio La Emancipación, con José Mesa como director. Hubo más detenciones y registros en otras localidades. Ante esta situación el Consejo Federal decidió el 3 de junio abandonar Madrid e instalarse en Lisboa —donde ayudaron a crear la sección portuguesa de la Internacional—. Allí fueron Anselmo Lorenzo, Tomás González Morago y Francisco Mora Méndez —Ángel Mora se quedó en Madrid, fingiendo haber abandonado la Internacional—. El Consejo exiliado acordó suspender el Congreso de Valencia y sustituirlo por una «Conferencia reservada» a celebrar también en Valencia el 10 de septiembre.

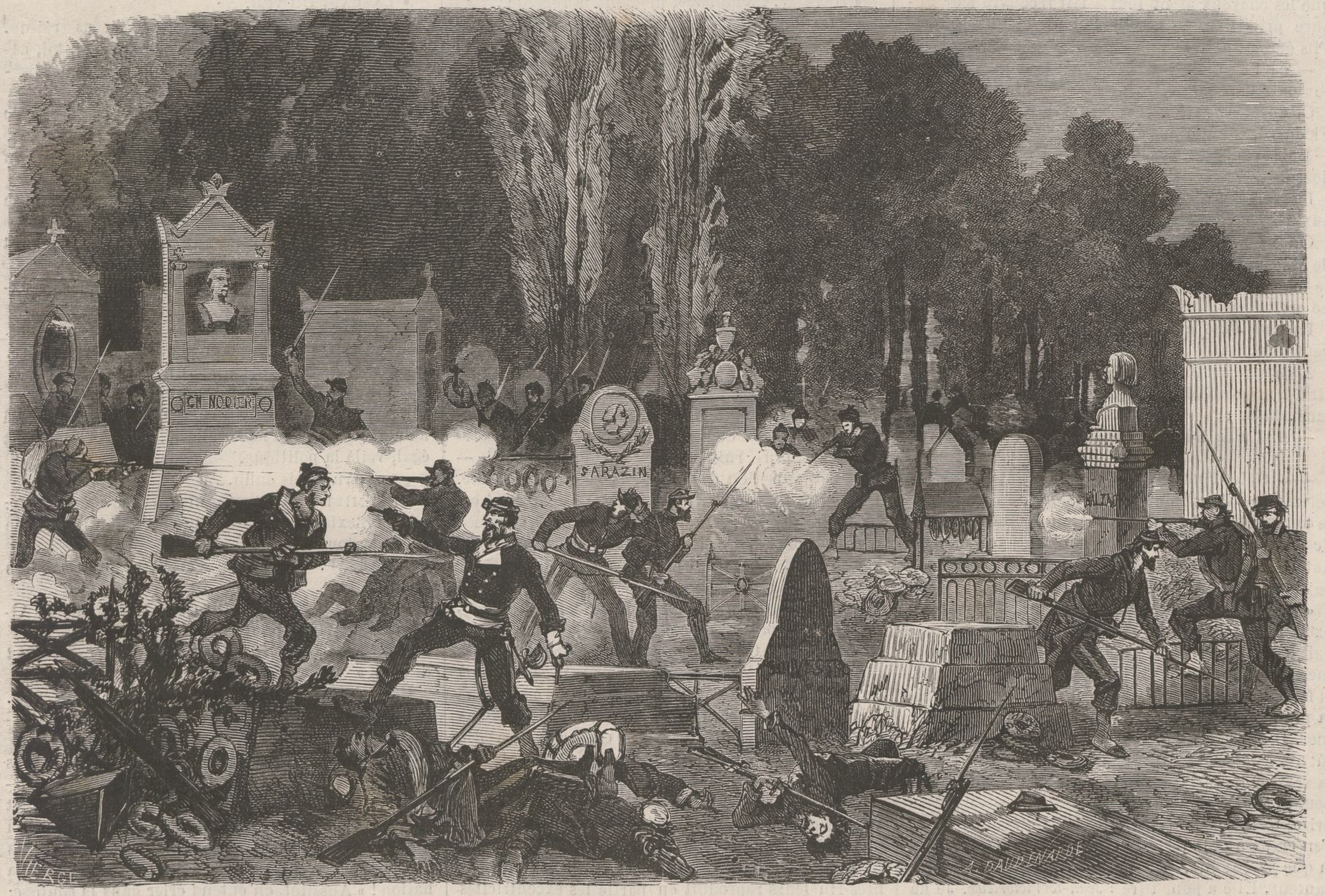
Represión de los últimos insurgentes en el cementerio del Père-Lachaise, día 27 de mayo, 8 de la tarde, dibujo de Daniel Urrabieta Vierge, Le Monde Illustré.

El debate en las Cortes se reabrió con motivo de una interpelación sobre la política que iba adoptar el gobierno con los refugiados que llegaban de Francia. Sagasta contestó: «los criminales sucesos ocurridos en París están fuera de la política, y sus autores no pueden considerarse como hombres políticos. Son delincuentes y se les entregará a las autoridades francesas cuando éstas soliciten su extradición». Entonces los diputados que apoyaban al gobierno presentaron una moción por la que se felicitaba al Gobierno por «sus enérgicas protestas contra los horribles atentados cometidos por la Commune de París» y se asociaba «al sentimiento de indignación que despierta en todas las conciencias la conducta de aquellos criminales que han violado las leyes de la Humanidad». La moción fue aprobada por 235 votos a favor y 25 en contra. El 14 de junio Sagasta afirmó que la finalidad de la Internacional era «destruir la familia, destruir la sociedad, borrar la patria, hacer desaparecer por la fuerza todos los elementos de la civilización conocidos».
Desde Lisboa el Consejo de la Internacional rebatió las acusaciones de Sagasta en una carta dirigida al «ciudadano ministro de la Gobernación»:

Los obreros tienen el derecho indiscutible, innegable, de llevar a cabo su organización y realizar la aspiración que se proponen. Esto lo conseguirán con la ley o a pesar de ella. 
[…]
 La Internacional no se parece a esas compañías comerciales aceptadas por el Gobierno, verdaderas sociedades de crédito, permitidas y protegidas por el Estado, y cuya verdadera dirección reside también fuera de la región española. No se parece, en fin, a esa organización religiosa, protegida y pagada por el Estado, a despecho de la conciencia, de la libertad y de la bolsa de muchos miles de ciudadanos, que también tiene su centro directivo, verdadero poder, fuera de España. No, la Federación Regional Española es tan libre dentro de la Asociación Internacional de Trabajadores (AIT), como puede serlo España, a pesar de su concierto y solidaridad con las naciones europeas.

La Comuna no sólo provocó una reacción defensiva entre la burguesía española, sino que también se produjo una cierta «toma de conciencia» de la cuestión social. Así 15 de junio, el Congreso de los Diputados acordó por unanimidad formar una comisión «para estudiar el estado moral, intelectual y material de las clases trabajadoras», con objeto de acordar en consecuencia «cuanto pueda contribuir a elevar su condición mejorando la suerte de estas clases».
Una muestra de los efectos que provocó la Comuna entre las clases dirigentes españolas fue la aparición meses después de que hubiera finalizado de una publicación específica llamada La Defensa de la Sociedad. Revista de intereses permanentes y fundamentales contra las doctrinas y tendencias de la Internacional. Ajena por completo a todos partido político. Religión-Familia-Patria-Trabajo-Propiedad.

## El impacto en el movimiento obrero español
Ya cuando estalló la guerra franco-prusiana en julio de 1870 el Consejo Federal de la FRE-AIT envió un mensaje a los trabajadores de los dos Estados contendientes para que la impidieran: «¡Trabajadores de Prusia y de Francia! Aún sería tiempo; aún podríais evitar la guerra dándoos un fraternal abrazo y arrojando al Rin esas armas que, lejos de constituir vuestra fuerza, son, por el contrario, el más sólido eslabón de vuestras cadenas». En el mismo sentido contrario a la guerra La Solidaridad publicó un artículo titulado «La Guerra» firmado por P.I., iniciales de un joven tipógrafo recién llegado a Madrid y afiliado a la Internacional llamado Paulino Iglesias —más tarde descubriría por la fe de bautismo que en realidad se llamaba Pablo—.
Según Josep Termes, «la Commune de París contribuyó en gran manera a afianzar y hacer más honda la separación entre obrerismo y republicanismo. Para los internacionalistas, los acontecimientos parisinos demostraban claramente que la burguesía y el proletariado eran clases antagónicas, con intereses y fines radicalmente opuestos. Esto ya había sido dicho y escrito innumerables veces, pero la "Commune" fue, para ellos, una demostración práctica y real de la teoría clasista. La Internacional encadenó las causas y efectos con lógica; y pensó que si la burguesía republicana francesa asesinaba a los obreros y se oponía a la libertad y al federalismo, esto significaba que la república burguesa era tan enemiga del obrero como la monarquía». Este punto de vista es plenamente compartido por José Álvarez Junco cuando señala que «en la evolución [del movimiento obrero español] desde el republicanismo federal hacia el internacionalismo, principalmente bakuninista, marca un hito capital la Comuna de París, porque significa la pérdida de las ilusiones republicanas por parte de los obreros "conscientes"». Así se expresaba el Consejo Federal de la FRE-AIT el 6 de agosto de 1871:

Destruida la antigua aristocracia y habiendo conseguido la clase media colocarse en su lugar… la clase trabajadora, el proletariado… no ve ni puede ver en las prerrogativas y privilegios del capital otra cosa que la sustitución del feudalismo señorial antiguo por el feudalismo capitalista.

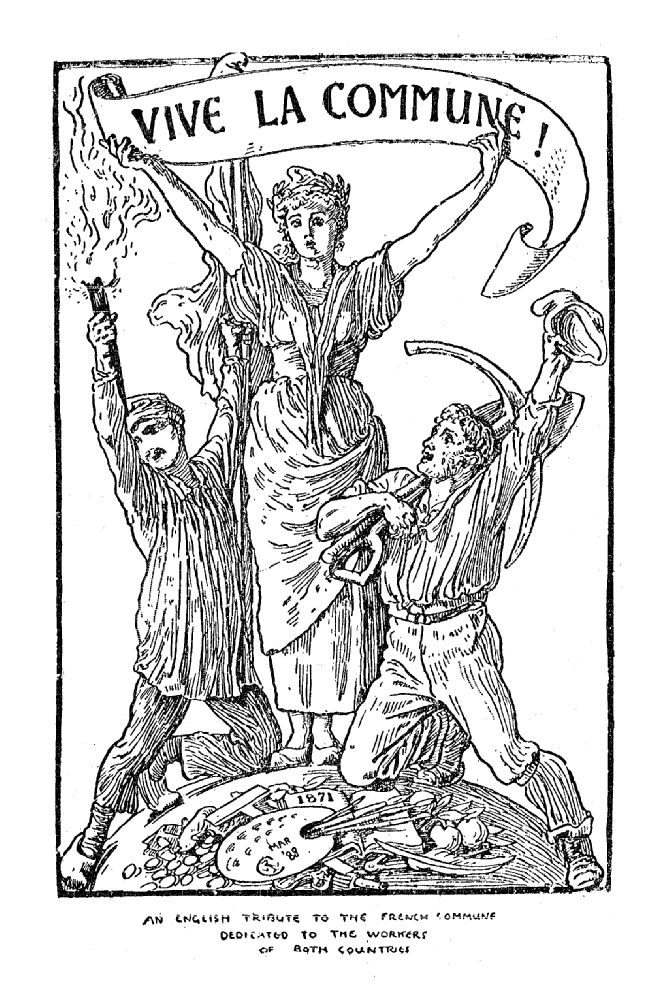
Grabado francés de 1908 exaltando la Commune

El periódico La Emancipación publicó un artículo con el significativo título de De por qué combatimos el partido republicano en el que decía:

Entre la república parlamentaria de Thiers y Julio Favre, y la república representativa que los burgueses quieren establecer en España, no acertamos a ver la más leve diferencia… Si los republicanos subieran al poder y les pidiéramos la aplicación rigurosa de los principios democráticos, nos contestarían ni más ni menos que sus correligionarios de Francia, por la boca de los cañones.

Las críticas a los republicanos federales continuaron. En abril de 1872 la Federación local de la Internacional de Palma de Mallorca publicó un folleto titulado Lo que es el Partido Republicano ante el obrero moderno en el que se les calificaba de «esbirros de las clases conservadoras del orden existente», añadiendo que «en esta sociedad de esplotados [sic] y esplotadores [sic], de víctimas y verdugos, es un deber para la clase trabajadora en general no tomar parte en las elecciones».
Otra de las consecuencias que tuvo la Comuna de París para el movimiento obrero español fue que reafirmó su antimilitarismo y su antipatriotismo, pero una consecuencia más importante aún fue que convirtió «la insurrección» en la vía revolucionaria fundamental cuando la FRE se vio obligada a desarrollar su actividad en la clandestinidad después de su prohibición definitiva en enero de 1874. Entonces la Comuna ya se había convertido en un mito, y cada 18 de marzo se celebraba el levantamiento del pueblo de París contra «los eternos opresores de la humanidad» y el inicio de su «revolución gloriosa», y cada 28 de mayo, se recordaba que «la Commune había sido ahogada en sangre, en la matanza más espantosa de los tiempos modernos. La clase trabajadora, que había visto en la Commune la aurora de una sociedad nueva, volvió a caer en el infierno de la vieja sociedad, de la sociedad burguesa».